# Kirchdorf an der Krems
Kirchdorf an der Krems är en stadskommun och huvudort i distriktet Kirchdorf i förbundslandet Oberösterreich i Österrike.  .
Kommunen har 4 970 invånare (2024).